# Open de Lyon Challenger 2025
L'Open de Lyon Challenger 2025 è stato un torneo maschile di tennis professionistico. È stata la 9ª edizione del torneo, facente parte della categoria Challenger 100 nell'ambito dell'ATP Challenger Tour 2025, con un montepremi di 145 000 €. Si è giocato dal 9 al 15 giugno 2025 sui campi in terra rossa del Tennis Club de Lyon di Lione, in Francia.

## Partecipanti

### Teste di serie
| Nazionalità | Giocatore           | Ranking* | Testa di serie |
| ----------- | ------------------- | -------- | -------------- |
| Spagna      | Pablo Carreño Busta | 99       | 1              |
| Danimarca   | Elmer Møller        | 112      | 2              |
| Francia     | Arthur Cazaux       | 113      | 3              |
| Francia     | Kyrian Jacquet      | 150      | 4              |
| Argentina   | Juan Pablo Ficovich | 152      | 5              |
| India       | Sumit Nagal         | 170      | 6              |
| Francia     | Calvin Hemery       | 171      | 7              |
| Argentina   | Marco Trungelliti   | 177      | 8              |

* Ranking al 26 maggio 2025.

### Altri partecipanti
I seguenti giocatori hanno ricevuto una wild card per il tabellone principale:
- Arthur Géa
- Tom Paris
- Clément Tabur

Il seguente giocatore è entrato in tabellone  come alternate:
- Javier Barranco Cosano

I seguenti giocatori sono passati dalle qualificazioni:
- Nicolás Álvarez Varona
- Michael Vrbenský
- Timo Legout
- Lucas Poullain
- Matthew Dellavedova
- Maxime Janvier

## Punti e montepremi
| Torneo    | Torneo              | V      | F     | SF    | QF    | 2T    | 1T    | Q | Q2  | Q1  |
| Singolare | Punti               | 100    | 50    | 25    | 14    | 7     | 0     | 4 | 2   | 0   |
| Singolare | Premi in denaro (€) | 16 020 | 9 415 | 5 555 | 3 240 | 1 900 | 1 160 | – | 580 | 290 |
| Doppio    | Punti               | 100    | 50    | 25    | 14    | –     | 0     | – | –   | –   |
| Doppio    | Premi in denaro (€) | 6 845  | 4 050 | 2 400 | 1 420 | –     | 800   | – | –   | –   |

## Campioni

### Singolare
Marco Trungelliti ha sconfitto in finale  Daniel Mérida con il punteggio di 6–3, 4–6, 6–3.

### Doppio
Hsu Yu-hsiou /  Kaichi Uchida hanno sconfitto in finale  Luca Sanchez /  Seita Watanabe con il punteggio di 1–6, 6–3, [12–10].